# Aeroporto di Nal'čik
L'aeroporto di Nal'čik è un aeroporto internazionale situato a 3 km a nord-est dal centro di Nal'čik, nella Repubblica Autonoma Cabardino-Balcaria, nella Russia europea. L'aeroporto di Nal'čik è la base tecnica e lo hub della compagnia aerea russa Elbrus-Avia. Sono presenti inoltre i velivoli militari russi.

## Dati tecnici
L'aeroporto di Nal'čik dispone di una pista attiva asfaltata di classe C di 2.200 m x 42 m. La pista aeroportuale si trova all'altitudine di 432 m.
Il peso massimo al decollo alla pista dell'aeroporto è di 64 t.
L'aeroporto è stato attrezzato per l'atterraggio/decollo di tutti i tipi degli elicotteri e dei seguenti tipi degli aerei: Antonov An-12, Ilyushin Il-18, Yakovlev Yak-40, Yakovlev Yak-42, Tupolev Tu-134, Canadair Regional Jet CRJ-200 e di tutti gli aerei di classe inferiore.
L'area terminal può ospitare fino a 12 jet e 6 piccoli aeromobili con un'operatività di 24 ore su 24.